# Чеботько, Николай Сергеевич
Николай Сергеевич Чеботько (29 октября 1982, Щучинск, Кокчетавская область, Казахская ССР, СССР — 24 января 2021, Казахстан) — казахстанский лыжник, бронзовый призёр чемпионата мира 2013 года, участник четырёх Олимпиад. Универсал, одинаково успешно выступал и в спринте и в дистанционных гонках, предпочитал классический стиль передвижения на лыжах. Заслуженный мастер спорта Республики Казахстан (июнь 2013). В 2019 году за вклад в развитие отечественного спорта был награжден медалью "Ерен еңбегі үшін" ("за трудовое отличие"). Почётный гражданин Бурабайского района (декабрь 2020). 
24 января 2021 года погиб в ДТП на автотрассе в Щучинско-Боровской курортной зоне.

## Образование
Среднее образование получил в СШ №3 имени П.И. Морозова города Щучинска. С 1997 по 2000 год обучался в Военном колледже спорта ЦСКА МО РК. Окончил Костанайский государственный университет по специальности "Финансы и кредит" и Казахскую академию спорта и туризма по специальности "Физическая культура и спорт".

## Карьера
В 1990 году пришёл в секцию лыжного спорта к тренеру Рябинину Александру Сергеевичу. Через три года перешёл к Заслуженному тренеру КазССР Унгефуку Александру Христиановичу. После переезда Унгефука в Германию, тренером Николая стал Васильев Виктор Петрович.
На международных турнирах под эгидой Международной федерации лыжных видов спорта впервые выступил в 2000 году на Юниорском Чемпионате мира в Штрбске-Плесо. В этом же году выполнил звание Мастер спорта Республики Казахстан.

### Универсиада
Принял участие в трёх Всемирных зимних студенческих играх.
В 2003 году стал чемпионом Универсиады в спринте свободным ходом в Тарвизио.
В 2005 году на Универсиаде в Зефельде занял 2 место в гонке свободным ходом на 10 километров, 4 место в гонке с массового старта классическим ходом на 15 километров и 8 место в спринте свободным ходом.
В 2007 году выиграл спринт свободным ходом на Универсиаде в Праджелато.

### Кубок мира
В Кубке мира Чеботько дебютировал в 2001 году, в ноябре 2002 года первый раз попал в десятку лучших на этапе Кубка мира. За свою карьеру 30 раз занимал места в десятке лучших на этапах Кубка мира — 17 раз в командных соревнованиях и 13 раз в индивидуальных. Лучшим достижением Чеботько в общем итоговом зачёте Кубка мира является 33-е место в сезонах 2008/09 и 2012/2013. В спринтерском зачёте Кубка мира лучший результат — 10 место в сезоне 2012/2013.
В 2008 году Чеботько занял 2-е место в спринте на этапе Тур де Ски в Азиаго. 31 декабря 2008 года Чеботько завоевал 3-е место на дистанции 15 км классическим ходом на этапе Тур де Ски в Нове Место. Через три дня Чеботько вновь взял 3-е место — в Валь-ди-Фьемме на 20 км в масс-старте классическим ходом.
В 2012 году на этапе Кубка мира в Квебеке завоевал историческое для Казахстана золото в командном спринте вместе с Денисом Волоткой, опередив на 0.1 секунду Алексея Петухова из команды России.
В сезоне 2012—2013 в индивидуальном спринте дважды был в пятерке. По итогам сезона — 10 в спринтерском зачете Кубка мира.
В декабре 2013 года на этапе Кубка мира в Азиаго занял 3 место в командном спринте вместе с Алексеем Полтораниным.
Продолжал выступать на Кубке мира до сезона 2018/2019, где последней гонкой была 15-километровая свободным ходом в Ульрисехамне 26 января 2019 года.

### Олимпийские игры
Принял участие в четырёх Зимних Олимпийских играх.
На Олимпиаде-2002 в Солт-Лейк-Сити стартовал в четырёх гонках: масс-старт 30 км — 22-е место, гонка преследования 10+10 км — 39-е место, эстафета — 14-е место, спринт — 33-е место.
На Олимпиаде-2006 в Турине показал следующие результаты: спринт — 35-е место, командный спринт (с Евгением Кошевым) — 6-е место.
На Олимпиаде-2010 в Ванкувере стал 38-м в гонке на 15 км коньком, 13-м в спринте, 5-м в командном спринте (с Алексеем Полтораниным) и 11-м в эстафете.
На Олимпиаде-2014 в Сочи выступал в трёх дисциплинах — в спринте свободным ходом занял 25 место, в гонке на 15 км классическим ходом занял 33 место, а в командном спринте (с Алексеем Полтораниным) показал 8 результат.

### Чемпионат мира
За свою карьеру принимал участие в семи Чемпионатах мира.
Впервые выступил на Чемпионате мира в 2003 году в Валь-ди-Фьемме.
В 2013 году впервые в карьере выиграл медаль Чемпионата мира в командном спринте, где его партнёром по команде был Алексей Полторанин.
За всю карьеру лучшим результатом в индивидуальных соревнованиях Чемпионата мира стало 8 место в спринте классическим ходом в 2005 году в Оберстдорфе. Кроме этого, ещё трижды попадал в топ-20 в индивидуальных спринтах на Чемпионатах мира — в 2007 году в Саппоро стал 19-м, в Либереце в 2009 — занял 16 место, в 2013 году в Валь-ди-Фьемме показал 13 результат.

### Другие соревнования
Трижды побеждал на Азиатских играх, еще шесть раз становился призёром.
Многократный чемпион Республики Казахстан, победитель Спартакиад Республики Казахстан, неоднократный обладатель Кубка Казахстана.
До 2019 года находился в штатной национальной сборной Казахстана по лыжным гонкам. С 2019/2020 сезона продолжал выступления на республиканском уровне, планировал завершить спортивную карьеру после сезона 2020/2021.
Последней гонкой Николая стал спринт классическим ходом на Кубке Республики Казахстан в статусе FIS в Щучинске 25 декабря 2020 года.

## Семья
Был женат, супруга Елена. Воспитывал двух детей - дочь Екатерину и сына Дмитрия. Сын также занимается лыжными гонками.

## Участие в развитии детского спорта
С 2010 года по собственной инициативе ежегодно проводил республиканские соревнования "На призы Николая Чеботько" в Щучинске для детей от 16 лет и младше. В соревнованиях участвовали юные спортсмены из многих регионов — количество принимающих участие команд-регионов Казахстана достигало 10, а количество участников — 350. Лично выбирал, приобретал и вручал призы сильнейшим участникам в четырёх возрастных группах.
Принимал активное участие в жизни города Щучинска, проводил мастер-классы для детей. 